# Hebius kerinciense
Hebius kerinciense är en ormart som beskrevs av David och Das 2003. Hebius kerinciense ingår i släktet Hebius och familjen snokar. Inga underarter finns listade i Catalogue of Life.
Arten förekommer i ett litet område på västra Sumatra. Regionen ingår i nationalparken Kerinci Seblat. Fram till 2011 var endast ett exemplar känt. Det hittades vid 1200 meter över havet i ett vattendrag. Kring vattendraget fanns skog. Hebius kerinciense jagar grodyngel. Antagligen lägger honor ägg.
Populationens storlek är okänd. IUCN kategoriserar arten globalt som otillräckligt studerad.